# Modbus
Modbus est un protocole de communication non-propriétaire, créé en 1979 par Modicon (absorbée en 1996 par Schneider Electric), de la couche ISO applicatif. Il permet à des composants électroniques industriels de communiquer entre eux, souvent dans le cadre d'un SCADA. Il peut être utilisé dans le cas d'échange via des communications séries ou via un réseau TCP/IP.

## Description du protocole
Le protocole MODBUS est un protocole de type client/serveur. Par exemple, une Interface Humain-Machine SCADA est connectée à une unité terminale distante (ou RTU)  et communique par Modbus. Dans ce cas, la IHM est cliente et le RTU est serveur.
Il existe trois types de transmission Modbus :
- Modbus RTU (Remote Time Unit), utilisant des liaisons séries
- Modbus ASCII, utilisant des liaisons séries
- Modbus TCP/IP, utilisant des liaisons Ethernet. Le port TCP utilisé est le port 502[2]

Ces trois types de transmission sont incompatibles les uns avec les autres.
Le protocole MODBUS définit un « protocol data unit » (PDU) qui est indépendant de toute couche protocolaire sous-jacente. Le PDU est composé d’un code de fonction, permettant d’indiquer quel type d’actions le client cherche à réaliser, et de données. Pour associer le protocole au bon élément, le protocole définit un « Application Data Unit », qui est composé d’une adresse (pour le protocole par défaut) ou une entête « MBAP » (pour Modbus/TCP), d’un PDU et de code de vérification d'intégrité. L’ADU est formé par le client qui initie la communication.
En résumé :
PDU =Code de fonction + Données
Pour Modbus générique :
ADU = Adresses + PDU + code d’erreur
Pour Modbus/TCP :
ADU = En-tête MBAP + PDU + code d’erreur
où l'entête MBAP est composée de :
1. Identifiant de transaction ("transaction identifier") : identifie la transaction requête/réponse
2. Identifiant de protocole ("Protocol identifier"): toujours égal à 0
3. Longueur ("length"): Nombre de bits suivants (à partir de l'identifiant d'unité)
4. Identifiant de l'unité ("Unit Identifier") : identifie le serveur

Modbus définit 3 types de PDU (Protocol Data Unit) disctincts:
- Modbus request : le client initie la requête auprès du server avec un PDU
- Modbus response :
  - Le serveur arrive à réaliser l'action demandée par le client. Le serveur envoie au client le code de fonction défini par le client et des données de réponses
  - Ou le serveur n'arrive pas à réaliser l'action demandée par le client et, dans ce cas, le serveur renvoie un code d'erreur comme défini
- Modbus Exception Response : le serveur n'arrive pas à réaliser l'action demandée par le client et, dans ce cas, le serveur renvoie un code d'erreur permettant de donner des informations au client

### Modèles de données
Le procotole MODBUS définit 4 types de données :
| Modèles           | Type d’objet    | Type               |
| ----------------- | --------------- | ------------------ |
| Discretes input   | Un bit          | Lecture uniquement |
| Coils             | Un bit          | Lecture-Ecriture   |
| Input registers   | Mots de 16-bits | Lecture uniquement |
| Holding registers | Mots de 16-bits | Lecture-Ecriture   |

### Codes de fonctions
Les codes de fonction permettent au client de dire au serveur quels types d’actions réaliser. Il en existe trois types :
- Public
- Défini par les utilisateurs
- Réservé : utilisé pour des raisons de systèmes hérités

Par exemple, le code "01" signifie que le client demande à lire un registre "Coils" à une adresse donnée.
| Function type | Function type      | Function type                                   | Function name                    | Function code | Subcode   | Comment     |
| ------------- | ------------------ | ----------------------------------------------- | -------------------------------- | ------------- | --------- | ----------- |
| Data Access   | Bit access         | Physical Discrete Inputs                        | Read Discrete Inputs             | 2             |           |             |
| Data Access   | Bit access         | Internal Bits or Physical Coils                 | Read Coils                       | 1             |           |             |
| Data Access   | Bit access         | Internal Bits or Physical Coils                 | Write Single Coil                | 5             |           |             |
| Data Access   | Bit access         | Internal Bits or Physical Coils                 | Write Multiple Coils             | 15            |           |             |
| Data Access   | 16-bit access      | Physical Input Registers                        | Read Input Registers             | 4             |           |             |
| Data Access   | 16-bit access      | Internal Registers or Physical Output Registers | Read Multiple Holding Registers  | 3             |           |             |
| Data Access   | 16-bit access      | Internal Registers or Physical Output Registers | Write Single Holding Register    | 6             |           |             |
| Data Access   | 16-bit access      | Internal Registers or Physical Output Registers | Write Multiple Holding Registers | 16            |           |             |
| Data Access   | 16-bit access      | Internal Registers or Physical Output Registers | Read/Write Multiple Registers    | 23            |           |             |
| Data Access   | 16-bit access      | Internal Registers or Physical Output Registers | Mask Write Register              | 22            |           |             |
| Data Access   | 16-bit access      | Internal Registers or Physical Output Registers | Read FIFO Queue                  | 24            |           |             |
| Data Access   | File Record Access | File Record Access                              | Read File Record                 | 20            |           |             |
| Data Access   | File Record Access | File Record Access                              | Write File Record                | 21            |           |             |
| Diagnostics   | Diagnostics        | Diagnostics                                     | Read Exception Status            | 7             |           | serial only |
| Diagnostics   | Diagnostics        | Diagnostics                                     | Diagnostic                       | 8             | 00-18, 20 | serial only |
| Diagnostics   | Diagnostics        | Diagnostics                                     | Get Com Event Counter            | 11            |           | serial only |
| Diagnostics   | Diagnostics        | Diagnostics                                     | Get Com Event Log                | 12            |           | serial only |
| Diagnostics   | Diagnostics        | Diagnostics                                     | Report Server ID                 | 17            |           | serial only |
| Diagnostics   | Diagnostics        | Diagnostics                                     | Read Device Identification       | 43            | 14        |             |
| Other         | Other              | Other                                           | Encapsulated Interface Transport | 43            | 13, 14    |             |
|               |                    |                                                 | CANopen general Reference        | 43            | 13        |             |

## Couche physique
Le protocole Modbus peut être implémenté :
- sur une liaison série asynchrone de type RS-232, RS-422 ou RS-485 ou TTY (boucle de courant), avec des débits et sur des distances variables ; on parle alors de Modbus over Serial Line;
- via TCP/IP sur Ethernet ; on parle alors de Modbus over TCP/IP ; le port logiciel 502 est destiné à ce protocole
- via Modbus Plus. Modbus Plus est un réseau à passage de jetons à 1 Mb/s, pouvant transporter les trames Modbus et d'autres services propres à ce réseau.

## Sécurité
Modbus n'est pas sécurisé par défaut. Cependant, Modbus Organization a spécifié une version sécurisée de Modbus/TCP, qui se base sur de l'encapsulation TLS : Modbus/TCP Security. Le protocole utilise par défaut le port TCP 802.
Le serveur et le client Modbus s'authentifient mutuellement par TLS. Les autorisations du client sont définis par rôle. Le rôle est écrit dans une extension « RoleOID » du certificat X.509 du client, qui permet au serveur de vérifier si le client est autorisée à réaliser l'action demandée sur la ressource. La base de données associant rôle et droit est spécifique au vendeur et peut-être hébergée localement sur le serveur ou bien sur un serveur distant.